# التعداد الخلوي
التعداد الخلويّ أو عد الخلايا
عد الخلايا هو أي من الطرق المختلفة لحساب أو تقدير عدد الخلايا في شتى مجالات علوم الحياة، بما في ذلك التشخيص الطبي والعلاج. وهو من أهم قواعد علم الخلايا حيث يستخدم في تطبيقات البحوث والتدريب الإكلينيكي. على سبيل المثال، يمكن أن يساعد تعداد كريات الدم الطبيب على تحديد سبب شعور مريض بالمرض وما يجب فعله للمساعدة. عادةً ما يتم التعبير عن تعداد الخلايا داخل وسطٍ سائل (مثل الدم، أو البلازما، أو السائل اللمفي) كعدد من الخلايا لكل وحدة حجم، وبالتالي التعبير عن التركيز (على سبيل المثال، 5000 خلية في الملليمتر الواحد).
الاستخدامات
تتطلب العديد من التجارب في علم الأحياء والطب عدّ الخلايا.و يتم ذلك من خلال عد الخلايا في حجم صغير معروف من السائل الذي يحتوي الخلايا. من أمثلة الحاجة إلى عد الخلايا:
1- في الطب، يمكن لتركيز خلايا الدم المختلفة، مثل خلايا الدم الحمراء وخلايا الدم البيضاء، أن يقدم معلومات بالغة الأهمية فيما يتعلق بالحالة الصحية للشخص.
2- في العلاج بالخلايا، يستخدم عدّ الخلايا للتحكم في جرعة الخلايا المعطاة للمريض.
3- معرفة تركيز البكتيريا والفيروسات ومسببات الأمراض الأخرى في الدم أو في سوائل الجسم الأخرى يمكن أن يكشف عن معلومات حول تقدم مرض معدٍ وعن درجة فعالية مهاجمة الجهاز المناعي للعدوى.
4- يجب أن يكون تركيز الخلية معروفًا للعديد من التجارب في البيولوجيا الجزيئية، من أجل ضبط كمية الكواشف والمواد الكيميائية التي سيتم استخدامها خلال التجربة.
5- تتطلب الدراسات التي تفحص معدل نمو الكائنات الحية الدقيقة (بمعنى آخر: مدى سرعة انقسامها لإنشاء خلايا جديدة) عد الخلايا.
6- قياس حيوية الخلية، أي حساب عدد الخلايا الميتة نسبةً إلى الخلايا الحية.
التعداد الخلوي اليدوي
هناك عدة طرق لعد الخلايا. بعضها بدائية ولا تتطلب معدات خاصة، وبالتالي يمكن القيام بها في أي مختبر بيولوجي، في حين يعتمد البعض الآخر على الأجهزة الإلكترونية المتطورة.
1- هيموسايتومتر: (حجرة عدّ الخلايا)
تعد غرفة العد (المعروفة أيضًا باسم عدادة الكريات)، شريحة مجهرية مصممة خصيصًا لعد الخلايا. يحتوي عداد الكريات على حجرتين تتوسطهما مربعات تشبه المستوى الديكارتي، وتكون الحجرة مغطاة بشريحة زجاجية خاصة عند العد. يتم وضع قطرة من المزرعة الخلوية في الفراغ بين الغرفة والغطاء الزجاجي، وتعبئته بواسطة الخاصية الشعرية. وبالنظر إلى العينة تحت المجهر، يستخدم الباحث المربعات المرسومة لحساب عدد الخلايا يدويًا في منطقة معينة ذات حجم معروف. يتم تحديد المسافة الفاصلة بين الغرفة والغطاء مسبقًا، وبالتالي يمكن حساب حجم الخلايا المحسوبة من المزرعة الخلوية ومعها تركيز الخلايا. يمكن أيضا أن تكون قادرة على تحديد مدة حياة الخلية إذا تم إضافة الصبغة حيوية إلى السائل.
ميزتها أنها رخيصة وسريعة. وهذا يجعلها طريقة العد المفضلة في التجارب البيولوجية السريعة التي تحتاج فيها إلى مجرد تحديد ما إذا كانت المزرعة الخلوية قد نمت كما هو متوقع أم لا. عادة ما يجب تخفيف المحلول المأخوذ من العينة التي يتم فحصها، وإلا فإن الكثافة العالية للخلايا ستجعل العد مستحيلاً. الحاجة للتخفيف من عيوب هذه الطريقة، حيث أنه يمكن أن يتسبب بعدم دقة القياس.
2- زراعة الخلايا وعد المستعمرات
لتحديد عدد الخلايا في المزرعة الخلوية، يمكن ببساطة أن يتم زراعة الخلايا اعلى طبق بتري مع وسط ملائم للنمو. إذا تم توزيع الخلايا بكفاءة على الطبق، يمكن افتراض أن كل خلية ستؤدي إلى إنشاء مستعمرة واحدة أو وحدة تشكيل المستعمرة (CFU). بعد ذلك يمكن حساب عدد  المستعمرات، وبناءً على الحجم المعروف للمستعمرة المنتشرة على وسط النمو، يمكن حساب تركيز الخلايا.
كما هو الحال مع غرف العد، تحتاج العينة عادة إلى تخفيفها قبل الزراعة، وإذا لم يتم القيام بعملية التخفيف، سيتشكل ما يسمى بـ «الحشيش»: آلاف المستعمرات الواقعة فوق بعضها البعض.
عملية الزراعة هي أبطأ طريقة، لأن معظم الكائنات الدقيقة تحتاج إلى 12 ساعة على الأقل لتشكيل مستعمرات مرئية.
على الرغم من أن هذه الطريقة يمكن أن تستغرق وقتا طويلاً، إلا أنها تعطي تقديرا دقيقًا لعدد الخلايا الحية  (لأنها الخلايا الحية ستكون قادرة على النمو وتشكيل مستعمرات مرئية). ولذلك تستخدم هذه الطريقة على نطاق واسع في التجارب التي تهدف إلى تحديد عدد الخلايا التي تقاوم المخدرات أو غيرها من الظروف الخارجية (على سبيل المثال تجربة لوريا-ديلبروك أو فحص حماية جنتاميسين). بالإضافة إلى ذلك، يمكن تسهيل تعداد المستعمرات إلى حد كبير عن طريق استخدام عداد المستعمرة.
طرق العد الاوتوماتيكية 
1 - عداد Coulter : جهاز يمكنه عد الخلايا وكذلك قياس حجمها. ويستند مبدأ عمله إلى حقيقة أن الخلايا تظهر مقاومة كهربائية كبيرة؛ وبعبارة أخرى، فإنها لا توصل الكهرباء. في عداد كولتر، يتم امتصاص الخلايا، التي تسبح في محلول يدير الكهرباء، الواحدة تلو الأخرى إلى فجوة صغيرة. تُحاط الفجوة بقطبين كهربائيين. عندما لا توجد  أي خلية في الفجوة، تتدفق الكهرباء، ولكن عندما يتم امتصاص الخلية إلى الفجوة، يتم مقاومة التيار. يحسب عداد كولتر عدد هذه الأحداث ويقيس التيار (وبالتالي المقاومة)، التي ترتبط مباشرة بحجم الخلية المحاصرة داخل الفجوة. وهناك نظام مماثل هو تكنولوجيا عد الخلايا CASY.
عدادات Coulter و CASY أرخص بكثير من أجهزة قياس التدفق الخلوي، وبالنسبة للتطبيقات التي تتطلب أعداد الخلايا، مثل أبحاث دورة حياة الخلية، فهي الطريقة المفضلة. ميزتها على الأساليب أعلاه هي العدد الكبير للخلايا التي يمكن عدها في وقت قصير، قد تصل إلى آلاف الخلايا في الثانية؛ مما يوفر دقة إحصائية كبيرة.
2- قياس التدفق الخلوي:
إن قياس التدفق الخلوي هو الطريقة الأكثر تطوراً وتكلفة لحساب عد الخلايا. في جهاز تدفق الخلايا تتدفق الخلايا في تيار ضيق أمام شعاع الليزر. يضربهم الشعاع واحدا تلو الآخر، وكاشف الضوء يلتقط الضوء الذي ينعكس من الخلايا.
تحتوي أجهزة قياس التدفق الخلوي على العديد من الميزات الأخرى، مثل تحليل شكل الخلايا وهياكلها الداخلية والخارجية، بالإضافة إلى قياس كمية البروتينات والمواد الكيميائية الحيوية الأخرى في الخلايا.
عد الخلايا غير المباشر :
تحدثنا عن الطرق المباشرة في تعداد الخلايا، أما الأساليب الحديثة، فهي تستخدم صورًا مجهريةً عالية الجودة تستخدم فيها خوارزمية إحصائية لإجراء الكشف التلقائي عن الخلايا وإحصائها. ينفذ بشكل عام مع معدل خطأ ثابت كعملية من النوع غير المباشر. ويمكن استخدام مجموعة من تقنيات تصنيف الصور لهذا الغرض.
1-مقياس الطيف الضوئيّ:
المحلول الذي يحتوي الخلايا يسمى محلولاً معلّقاً أي أنه معكّر. تمتص الخلايا وتشتت الضوء في المحلول المعلق. كلما زاد تركيز الخلية، كلما زاد التعكر. تستطيع مقاييس الطيف الضوئي قياس شدة الضوء بدقة شديدة. حيث يتم وضع العينة الخلوية في مخبار مدرج صغير شفاف ويتم قياس الامتصاص بالنسبة إلى المتوسط وحده. تتناسب الكثافة البصرية (OD) بشكل مباشر مع الكتلة الحيوية في المعلّق الخلوي.و يُعرف استخدام القياس الطيفي لقياس تعكر المزارع الخلوية باسم قياس العكارة.
وقد جعل هذا الطيف الضوئي الطرق المفضلة لقياسات نمو البكتيريا والتطبيقات ذات الصلة. العيب في استخدام الطيف الضوئي هو عدم قدرته على التمييز بين الخلايا الحية والخلايا الميتة.
2-ميكروبيولوجيا المعاوقة:
هي تقنية ميكروبيولوجية سريعة تستخدم لقياس التركيز الميكروبي (أساسًا البكتيريا ولكن أيضًا الخمائر) لعينة من خلال مراقبة المعلومات الكهربائية لوسط النمو. ويعتمد على أن عمليات الأيض في البكتيريا تحول المركبات غير المشحونة (أو ضعيفة الشحنة) إلى مركبات مشحونة بقوة، وبالتالي تغير الخواص الكهربائية لوسط للنمو. يتم تقدير التركيز الميكروبي بالاعتماد على الوقت اللازم لتغير الخواص الكهربائية لوسط النمو.
ا هو أي من الطرق المختلفة لحساب أو تقدير عدد الخلايا في شتى مجالات علوم الحياة، بما في ذلك التشخيص الطبي والعلاج. وهو من أهم قواعد علم الخلايا حيث يستخدم في تطبيقات البحوث والتدريب الإكلينيكي . على سبيل المثال، يمكن أن يساعد تعداد كريات الدم الطبيب على تحديد سبب شعور مريض بالمرض وما يجب فعله للمساعدة. عادةً ما يتم التعبير عن تعداد الخلايا داخل وسطٍ سائل (مثل الدم، أو البلازما، أو السائل اللمفي) كعدد من الخلايا لكل وحدة حجم، وبالتالي التعبير عن التركيز (على سبيل المثال، 5000 خلية في الملليمتر الواحد).
الاستخدامات
تتطلب العديد من التجارب في علم الأحياء والطب عدّ الخلايا.و يتم ذلك من خلال عد الخلايا في حجم صغير معروف من السائل الذي يحتوي الخلايا . من أمثلة الحاجة إلى عد الخلايا:
1- في الطب، يمكن لتركيز خلايا الدم المختلفة، مثل خلايا الدم الحمراء وخلايا الدم البيضاء، أن يقدم معلومات بالغة الأهمية فيما يتعلق بالحالة الصحية للشخص.
2- في العلاج بالخلايا، يستخدم عدّ الخلايا للتحكم في جرعة الخلايا المعطاة للمريض.
3- معرفة تركيز البكتيريا والفيروسات ومسببات الأمراض الأخرى في الدم أو في سوائل الجسم الأخرى يمكن أن يكشف عن معلومات حول تقدم مرض معدٍ وعن درجة فعالية مهاجمة الجهاز المناعي للعدوى.
4- يجب أن يكون تركيز الخلية معروفًا للعديد من التجارب في البيولوجيا الجزيئية، من أجل ضبط كمية الكواشف والمواد الكيميائية التي سيتم استخدامها خلال التجربة .
5- تتطلب الدراسات التي تفحص معدل نمو الكائنات الحية الدقيقة (بمعنى آخر: مدى سرعة انقسامها لإنشاء خلايا جديدة) عد الخلايا.
6- قياس حيوية الخلية، أي حساب عدد الخلايا الميتة نسبةً إلى الخلايا الحية .
لوسط النمو.
هناك عدة طرق لعد الخلايا. بعضها بدائية ولا تتطلب معدات خاصة، وبالتالي يمكن القيام بها في أي مختبر بيولوجي، في حين يعتمد البعض الآخر على الأجهزة الإلكترونية المتطورة.
1- هيموسايتومتر: (حجرة عدّ الخلايا)
تعد غرفة العد (المعروفة أيضًا باسم عدادة الكريات)، شريحة مجهرية مصممة خصيصًا لعد الخلايا. يحتوي عداد الكريات على حجرتين تتوسطهما مربعات تشبه المستوى الديكارتي، وتكون الحجرة مغطاة بشريحة زجاجية خاصة عند العد. يتم وضع قطرة من المزرعة الخلوية في الفراغ بين الغرفة والغطاء الزجاجي، وتعبئته بواسطة الخاصية الشعرية. وبالنظر إلى العينة تحت المجهر، يستخدم الباحث المربعات المرسومة لحساب عدد الخلايا يدويًا في منطقة معينة ذات حجم معروف. يتم تحديد المسافة الفاصلة بين الغرفة والغطاء مسبقًا، وبالتالي يمكن حساب حجم الخلايا المحسوبة من المزرعة الخلوية ومعها تركيز الخلايا. يمكن أيضا أن تكون قادرة على تحديد مدة حياة الخلية إذا تم إضافة الصبغة حيوية إلى السائل.
ميزتها أنها رخيصة وسريعة. وهذا يجعلها طريقة العد المفضلة في التجارب البيولوجية السريعة التي تحتاج فيها إلى مجرد تحديد ما إذا كانت المزرعة الخلوية قد نمت كما هو متوقع أم لا . عادة ما يجب تخفيف المحلول المأخوذ من العينة التي يتم فحصها، وإلا فإن الكثافة العالية للخلايا ستجعل العد مستحيلاً. الحاجة للتخفيف من عيوب هذه الطريقة، حيث أنه يمكن أن يتسبب بعدم دقة القياس.
2- زراعة الخلايا وعد المستعمرات
لتحديد عدد الخلايا في المزرعة الخلوية، يمكن ببساطة أن يتم زراعة الخلايا اعلى طبق بتري مع وسط ملائم للنمو. إذا تم توزيع الخلايا بكفاءة على الطبق، يمكن افتراض أن كل خلية ستؤدي إلى إنشاء مستعمرة واحدة أو وحدة تشكيل المستعمرة (CFU). بعد ذلك يمكن حساب عدد  المستعمرات، وبناءً على الحجم المعروف للمستعمرة المنتشرة على وسط النمو، يمكن حساب تركيز الخلايا.
كما هو الحال مع غرف العد، تحتاج العينة عادة إلى تخفيفها قبل الزراعة، وإذا لم يتم القيام بعملية التخفيف، سيتشكل ما يسمى بـ «الحشيش»: آلاف المستعمرات الواقعة فوق بعضها البعض.
عملية الزراعة هي أبطأ طريقة، لأن معظم الكائنات الدقيقة تحتاج إلى 12 ساعة على الأقل لتشكيل مستعمرات مرئية.
على الرغم من أن هذه الطريقة يمكن أن تستغرق وقتا طويلاً، إلا أنها تعطي تقديرا دقيقًا لعدد الخلايا الحية  (لأنها الخلايا الحية ستكون قادرة على النمو وتشكيل مستعمرات مرئية). ولذلك تستخدم هذه الطريقة على نطاق واسع في التجارب التي تهدف إلى تحديد عدد الخلايا التي تقاوم المخدرات أو غيرها من الظروف الخارجية (على سبيل المثال تجربة لوريا-ديلبروك أو فحص حماية جنتاميسين). بالإضافة إلى ذلك، يمكن تسهيل تعداد المستعمرات إلى حد كبير عن طريق استخدام عداد المستعمرة.
طرق العد الاوتوماتيكية
1 - عداد Coulter : جهاز يمكنه عد الخلايا وكذلك قياس حجمها. ويستند مبدأ عمله إلى حقيقة أن الخلايا تظهر مقاومة كهربائية كبيرة؛ وبعبارة أخرى، فإنها لا توصل الكهرباء . في عداد كولتر، يتم امتصاص الخلايا، التي تسبح في محلول يدير الكهرباء، الواحدة تلو الأخرى إلى فجوة صغيرة. تُحاط الفجوة بقطبين كهربائيين . عندما لا توجد  أي خلية في الفجوة، تتدفق الكهرباء، ولكن عندما يتم امتصاص الخلية إلى الفجوة، يتم مقاومة التيار. يحسب عداد كولتر عدد هذه الأحداث ويقيس التيار (وبالتالي المقاومة)، التي ترتبط مباشرة بحجم الخلية المحاصرة داخل الفجوة . وهناك نظام مماثل هو تكنولوجيا عد الخلايا CASY.
عدادات Coulter و CASY أرخص بكثير من أجهزة قياس التدفق الخلوي، وبالنسبة للتطبيقات التي تتطلب أعداد الخلايا، مثل أبحاث دورة حياة الخلية، فهي الطريقة المفضلة. ميزتها على الأساليب أعلاه هي العدد الكبير للخلايا التي يمكن عدها في وقت قصير، قد تصل إلى آلاف الخلايا في الثانية؛ مما يوفر دقة إحصائية كبيرة.
2- قياس التدفق الخلوي :
إن قياس التدفق الخلوي هو الطريقة الأكثر تطوراً وتكلفة لحساب عد الخلايا. في جهاز تدفق الخلايا تتدفق الخلايا في تيار ضيق أمام شعاع الليزر. يضربهم الشعاع واحدا تلو الآخر ، وكاشف الضوء يلتقط الضوء الذي ينعكس من الخلايا.
تحتوي أجهزة قياس التدفق الخلوي على العديد من الميزات الأخرى ، مثل تحليل شكل الخلايا وهياكلها الداخلية والخارجية ، بالإضافة إلى قياس كمية البروتينات والمواد الكيميائية الحيوية الأخرى في الخلايا.
عد الخلايا غير المباشر :
تحدثنا عن الطرق المباشرة في تعداد الخلايا، أما الأساليب الحديثة، فهي تستخدم صورًا مجهريةً عالية الجودة تستخدم فيها خوارزمية إحصائية لإجراء الكشف التلقائي عن الخلايا وإحصائها. ينفذ بشكل عام مع معدل خطأ ثابت كعملية من النوع غير المباشر. ويمكن استخدام مجموعة من تقنيات تصنيف الصور لهذا الغرض.
1-مقياس الطيف الضوئيّ :
المحلول الذي يحتوي الخلايا يسمى محلولاً معلّقاً أي أنه معكّر . تمتص الخلايا وتشتت الضوء في المحلول المعلق. كلما زاد تركيز الخلية ، كلما زاد التعكر. تستطيع مقاييس الطيف الضوئي قياس شدة الضوء بدقة شديدة. حيث يتم وضع العينة الخلوية في مخبار مدرج صغير شفاف ويتم قياس الامتصاص بالنسبة إلى المتوسط وحده. تتناسب الكثافة البصرية (OD) بشكل مباشر مع الكتلة الحيوية في المعلّق الخلوي.و يُعرف استخدام القياس الطيفي لقياس تعكر المزارع الخلوية باسم قياس العكارة.
وقد جعل هذا الطيف الضوئي الطرق المفضلة لقياسات نمو البكتيريا والتطبيقات ذات الصلة. العيب في استخدام الطيف الضوئي هو عدم قدرته على التمييز بين الخلايا الحية والخلايا الميتة.
2-ميكروبيولوجيا المعاوقة :
هي تقنية ميكروبيولوجية سريعة تستخدم لقياس التركيز الميكروبي (أساسًا البكتيريا ولكن أيضًا الخمائر) لعينة من خلال مراقبة المعلومات الكهربائية لوسط النمو. ويعتمد على أن عمليات الأيض في البكتيريا تحول المركبات غير المشحونة (أو ضعيفة الشحنة) إلى مركبات مشحونة بقوة ، وبالتالي تغير الخواص الكهربائية لوسط للنمو. يتم تقدير التركيز الميكروبي بالاعتماد على الوقت اللازم لتغير الخواص الكهربائية لوسط النمو.